# Municipio de San Pablo Huitzo
El municipio de San Pablo Huitzo es uno de los 570 municipios del estado mexicano de Oaxaca. Su cabecera es la localidad de San Pablo Huitzo.

## Geografía
El municipio de San Pablo Huitzo colinda al norte con el municipio de San Juan Bautista Jayacatlán, al oeste con los municipios de San Francisco Telixtlahuaca y Santiago Tenango; al sur con el municipio de Santiago Suchilquitongo; y al este con los municipios de Magdalena Apasco y San Juan del Estado.

## Localidades
El municipio de San Pablo Huitzo cuenta con nueve localidades.
| Localidad            | Población (2020) |
| -------------------- | ---------------- |
| San Pablo Huitzo     | 6072             |
| Santa María Tenéxpam | 400              |
| Agua Blanca          | 201              |

## Gobierno
| Presidente                          | Periodo   | Partido | Partido                              |
| ----------------------------------- | --------- | ------- | ------------------------------------ |
| Moisés Soto Bolaños                 | 1960-1962 |         | Partido Revolucionario Institucional |
| David Mejía García                  | 1963-1964 |         | Partido Revolucionario Institucional |
| Luis Pérez García                   | 1964-1965 |         | Partido Revolucionario Institucional |
| Amador Ruíz Maza                    | 1966-1968 |         | Partido Revolucionario Institucional |
| Gilberto Flores Hernández           | 1969-1971 |         | Partido Revolucionario Institucional |
| Jaime Flores Santiago               | 1972      |         | Partido Revolucionario Institucional |
| Lorenzo Ignacio García              | 1973-1974 |         | Partido Revolucionario Institucional |
| Francisco Martínez López            | 1975-1977 |         | Partido Revolucionario Institucional |
| Rolando Martínez Avendaño           | 1978-1980 |         | Partido Revolucionario Institucional |
| Omar Ríos Flores                    | 1981-1983 |         | Partido Revolucionario Institucional |
| Felipe de Jesús Cruz López          | 1984-1986 |         | Partido Revolucionario Institucional |
| Rogelio Cruz Hernández              | 1987-1989 |         | Partido Revolucionario Institucional |
| Antonio Nolasco Flores              | 1990-1992 |         | Partido Revolucionario Institucional |
| Marcelino Fidel Santiago Rojas      | 1993-1995 |         | Partido Revolucionario Institucional |
| Conrado José Hernández Nolasco      | 1996-1998 |         | Partido Revolucionario Institucional |
| Héctor Florentino Aquino            | 1999-2001 |         | Partido Revolucionario Institucional |
| Pedro Omar Ruíz Cruz                | 2002-2004 |         | Partido Revolucionario Institucional |
| Reyna Constancia Audelo Ygnacio     | 2005-2007 |         | Partido Acción Nacional              |
| Alfonso Flores Aguilar              | 2008-2010 |         | Partido Revolucionario Institucional |
| Cristóbal Alfredo Maza Ruíz         | 2011-2013 |         | Partido Unidad Popular               |
| Leonardo González Zárate            | 2014-2016 |         | Partido de la Revolución Democrática |
| Fidelfo Jesús Sosa Cruz             | 2017-2018 |         | Partido Acción Nacional              |
| Francisco Ulberto Martínez Santiago | 2019-2021 |         | Partido Encuentro Social             |
| Farid Acevedo López                 | 2022-2024 |         | Movimiento Regeneración Nacional     |